# 世界冰壶
世界冰壺（英語：World Curling）是一個國際性的冰壺體育組織，由世界各国的冰壺协会组成，成立時名為國際冰壺總會（International Curling Federation），1991年更改為世界冰壺聯盟（英語：World Curling Federation），2024年再更名为世界冰壶。總部设于英国珀斯。現任主席為Beau Welling。目前共有61個會員協會。

## 賽事
- 世界冰壶锦标赛
- 世界青少年冰壶锦标赛
- 世界轮椅冰壶锦标赛
- 世界混合冰壶锦标赛
- 世界混合双人冰壶锦标赛
- 世界老年冰壶锦标赛

## 另見
- 世界冰壺排名
- 世界冰壺聯盟名人堂